# 1940.
◄ | 19. stoljeće | 20. stoljeće | 21. stoljeće | ►
◄ | 1910-ih | 1920-ih | 1930-ih | 1940-ih | 1950-ih | 1960-ih | 1970-ih | ►
◄◄ | ◄ | 1937. | 1938. | 1939. | 1940. | 1941. | 1942. | 1943. | ► | ►►
Arhitektura • Astronomija • Biologija • Film • Fotografija • Glazba • Kazalište • Kemija • Kiparstvo • Knjige • Književnost • Kršćanstvo • Meteorologija • Medicina • Planinarstvo • Politika • Pravo • Promet • Slikarstvo • Strip • Šport • Televizija • Znanost • Zrakoplovstvo • Željeznički promet
1940. (rimski MCMXL), bila je prijestupna, 39. godina 20. stoljeća i 939. godina 2. tisućljeća. Počela je u ponedjeljak.

## Događaji
- 10. svibnja – Nacistička Njemačka napada Belgiju, Nizozemsku i Luksemburg
- 15. svibnja – U SAD-u utemeljen lanac brze prehrane McDonalds
- 20. svibnja – Njemačke trupe pod vodstvom Erwina Rommela dolaze do La Manchea
- 28. svibnja – Belgijski kralj Leopold I. Belgijski potpisao predaju belgijske armije zbog snažnih njemačkih prodora kroz Ardensku šumu.
- 10. lipnja – Italija objavila rat Francuskoj i Velikoj Britaniji
- 14. lipnja – Nijemci okupirali Pariz
- 17. lipnja – Sovjetski Savez okupirao Latviju i Estoniju
- 21. lipnja – Francuska potpisala separatni mir s Njemačkom
- 29. lipnja – Po odluci pape Pia XII., počela se slaviti se Hrvatska Sveta Godina, povodom 1300. godišnjice kršćanstva u Hrvata.
- 27. srpnja – Prvi se put pojavljuje lik Zekoslava Mrkve
- 2. kolovoza – Velika loža "Jugoslavija" prekida rad te likvidirala sve svoje lože na području Kraljevine Jugoslavije čime  prestaje djeovanje slobodnih zidara u Kraljevini.
- 15. listopada – Praizvedba Chaplinova filma Veliki Diktator koji ismijava Hitlera i Mussolinija
- 29. prosinca – Luftwaffenovo bombardiranje London, ubijeno oki 3000 civila

## Rođenja

### Siječanj – ožujak
- 17. siječnja – Kipchoge Keino, kenijski atletičar
- 26. siječnja – Vjeran Zuppa, hrvatski dramaturg, pjesnik i teoretičar književnosti
- 2. veljače – David Jason, britanski glumac
- 8. veljače – Karlo Metikoš, hrvatski pjevač († 1991.)
- 19. veljače – Saparmurat Nijazov, turkmenski predsjednik († 2006.)
- 10. ožujka – Chuck Norris, američki glumac
- 26. ožujka – James Caan, američki glumac
- 28. ožujka – Ferdinand Meder hrvatski povjesničar umjetnosti

### Travanj – lipanj
- 1. travnja – Wangari Maathai, kenijska aktivistica († 2011.)
- 25. travnja – Al Pacino, američki glumac
- 6. svibnja – Jasna Melvinger, hrvatska književnica
- 30. svibnja – Zdravka Krstulović, hrvatska glumica († 2003.)
- 7. lipnja – Tom Jones, britanski pjevač
- 24. lipnja – Petar Krelja, hrvatski dokumentarist, filmski kritičar

### Srpanj – rujan
- 6. srpnja – Nursultan Nazarbajev, kazahstanski predsjednik
- 8. srpnja – Liliana Budicin-Manestar, hrvatska sopranistica († 2000.)
- 7. srpnja – Đuro Utješanović, hrvatski glumac († 2013.)
- 13. srpnja – Patrick Stewart, britanski glumac
- 3. kolovoza – Martin Sheen, američki glumac
- 22. kolovoza – Marijan Cipra, hrvatski filozof i prevoditelj († 2008.)
- 24. kolovoza – Slaven Zambata, hrvatski nogometaš
- 30. kolovoza – Lukrecija Brešković, hrvatska glumica
- 3. rujna – Svetislav Stjepan Krnjak, hrvatski katolički svećenik
- 5. rujna – Raquel Welch, američka glumica († 2023.)

### Listopad – prosinac
- 5. listopada – Milena Dravić, srpska glumica († 2018.)
- 9. listopada – John Lennon, osnivač grupe The Beatles († 1980.)
- 16. listopada – Barry Corbin, američki glumac
- 15. studenog – Sam Waterston, američki glumac
- 27. studenog – Bruce Lee, američko-hongkoški glumac i kung-fu borac († 1973.)
- 1. prosinca – Richard Pryor, američki glumac, komičar i pisac († 2005.)
- 8. prosinca – Tomislav Radić, hrvatski redatelj, scenarist i producent († 2015.)
- 21. prosinca – Frank Zappa, američki pjevač († 1993.)

### Nepoznat datum rođenja
- Davor Borčić, hrvatski glumac († 2010.)

## Smrti

### Siječanj – ožujak
- 1. siječnja – Ferdo Šišić, hrvatski povjesničar (* 1869.)
- 9. siječnja – Bonaventura Ćuk, hrvatski katolički svećenik, franjevac, hrvatski pjesnik, polihistor, filozof, zoolog, nastavnik (* 1907.)
- 27. siječnja – Isak Babel, ruski književnik (* 1894.)
- 24. veljače – Jandre Kuzmić, gradišćanskohrvatski pedagog i pisac (* 1863.)
- 27. veljače – Peter Behrens, njemački arhitekt (* 1868.)
- 16. ožujka – Selma Lagerlöf, švedska književnica (* 1858.)

### Travanj – lipanj
- 5. travnja – Frederick Albert Cook, američki zemljopisni istraživač i pisac (* 1865.)
- 26. travnja – Carl Bosch, njemački kemičar (* 1874.)

### Srpanj – rujan
- 30. kolovoza – Joseph John Thomson, engleski fizičar (* 1856.)
- 26. rujna – Walter Benjamin, njemački filozof, književnik i prevoditelj (* 1892.)
- 27. rujna – Julius Wagner-Jauregg, austrijski liječnik, nobelovac (* 1857.)

### Listopad – prosinac
- 9. studenog – Arthur Chamberlain, britanski političar (* 1869.)
- 21. prosinca – F. Scott Fitzgerald, američki književnik (* 1896.)

## Nobelova nagrada za 1940. godinu
- Fizika: nije dodijeljena
- Kemija: nije dodijeljena
- Fiziologija i medicina: nije dodijeljena
- Književnost: nije dodijeljena
- Mir: nije dodijeljena

## Vanjske poveznice
|  | Zajednički poslužitelj ima još gradiva o temi 1940. |